# ヨー・オウラーラング
ヨー・オウラーラング（Yol Aularong、クメール語: យស អូឡារាំង [jɔːh ouˌlaːˈraŋ]、ローマ字別表記 Yos Olarang）は、カンボジア人のガレージ・ロック・ミュージシャンで、カンボジアン・ロックと称される、1960年代から1970年代にかけてカンボジアのロック・シーンの中心人物であった。
日本語では、ユース・オーラレアン、ヨス・オーラレアン、ヨス・アラロンなどと表記されることがある。
彼は、おそらく1975年から1979年にかけてのクメール・ルージュ政権下のカンボジア大虐殺の中で殺害されたものと思われる。

## 生涯
オウラーラングは、カンボジアの有名な音楽家の家系に生まれた。歌手として知られたシエング・ヴァンティ (Sieng Vanthy) とシエング・ディ (Sieng Di) は彼のおばにあたり、ヴァイオリン奏者で作曲家のハス・サロン (Has Salon) はおじであった。父親は外交官だったため、オウラーラングは、幼少期の一時をフランスで過ごした。
音楽の世界に入った彼は、当時の典型的なカンボジアのポップ・ミュージックに比べ、自己表現や社会的主張の面で突出した存在となった。彼の公的な人格は、「バッド・ボーイ」のそれであり、恋多く、日常生活を風刺する歌を歌い、金銭や名声などどうでもいいと主張していた。『ガーディアン』紙は、彼を「正真正銘の狂人 (a certifiable maniac)」と呼び、『ニューヨーク・タイムズ』紙は「従順な社会をあざ笑うカリスマ的なプロト・パンク (a charismatic proto-punk who mocked conformist society)」と評した。彼はしばしば、ヴァンティ (Vanthy) や、（ペン・ランの妹）ペン・ラム (Pen Ram) をバック・ボーカルとして起用していた。
彼と同時代の人々の多くと同じように、彼の生涯についての情報や、その創作した作品の大部分は、クメール・ルージュ政権下で失われた。彼が最後に目撃されたのは、1975年4月にクメール・ルージュが実権を握り、プノンペンのすべての住民たちに待機するよう命じた直後であった。
彼は母親とともに出発したが、オウラーラングのことも取り上げた2015年のドキュメンタリー映画『Don't Think I've Forgotten』では、彼のおばが、おそらく彼は殺されたのだろうと思う、と証言している。オウラーラングを知っていた、カンボジア王家のある人物は、西洋の影響を受けた不服従のミュージシャンだったオウラーラングは、真っ先に狙われて投獄されたか、即座に殺されたはずだと推測している。彼の運命について、確たることは何も分かっていない。

## 音楽スタイル
オウラーラングはオリジナル性の高いアーティストだったとされており、ソウル、ファンク、ロックの要素を自身の楽曲に取り込んでいた。彼の歌詞は、しばしば滑稽であったり、風刺に満ちており、日常生活や当時の流行を踏まえていた。『Rebeat』誌は、彼の「破壊的で風刺に満ちたスタイルと、ディストーションの効いたサイケなギターは、彼をカンボジアのロック・シーンにおけるジョーカー/反抗者にした」と評した。リンダ・サファンは、「1970年代において、ヨー・オウラーラングとメアス・サモンだけが、社会的メッセージを歌に込めていた歌手であり、シンガーソングライターであった。（オウラーラングは）カンボジアのブルジョワ的で従順な社会に皮肉を用いてコメントしていた」と述べている。
西洋の聴き手が、オウラーラングの作品に触れたのは、何十年も後になってからリリースされたコンピレーション・アルバムを介してであった。1996年にニューヨークの Parallel World というレーベルからリリースされた『カンボジアン・ロックス (Cambodian Rocks)』には、クメール・ルージュ以前のサイケデリック・ロックやガレージ・ロックが、曲名やクレジットの表示なしに22曲収録されていた。そのリリースからさらに何年も経つうちに、収録されたトラックの同定が進み、そのうち3曲がオウラーラングのものだと判明した。このコンピレーションによって、ガレージ、サイケデリック、サーフ・ロックなどとクメール人らしいボーカルのテクニックや、楽器の革新、大衆的なラムウォングの「円舞曲」の流行を結びつけた、オウラーラングや彼の同時代のアーティストたちが生み出した音楽のサウンドの新しさに注目が集まった。評論家たちは、例えば彼の曲「Yuvajon Kouge Jet」について「ファズの効いた、リバーブに浸った (fuzzed-out, reverb-soaked)」曲だとか、「ゴーゴー・オルガンとファズ・ギター (go-go organ and fuzz-guitar)」、ゼムの「Gloria」のカバーのようだ、などと評した。一方、「Jeas Cyclo」（「シクロに乗って (Jis Cyclo)」とも）について、『The Diplomat』誌は「カンボジア独立後の最初の時期における最も長く好まれたポップ・ヒットのひとつ」と評した。その後、Khmer Rocks Inc. などによって編集された複数のコンピレーションに、彼の作品が数曲収録された。